# عبد الحليم شرر
عبد الحليم شرر لكھنوى (بالإنجليزية: Abdul Halim Sharar)‏ (و. 1860 – 1926 م) هو مؤلف، ومؤرخ، وكاتب من الراج البريطاني، ولد في لكناو، توفي في لكناو، عن عمر يناهز 66 عاماً.